# Haplusia longipalpia
Haplusia longipalpia är en tvåvingeart som först beskrevs av Rao 1951.  Haplusia longipalpia ingår i släktet Haplusia och familjen gallmyggor. Inga underarter finns listade i Catalogue of Life.